# Glyphothecium
Glyphothecium là một chi rêu trong họ Ptychomniaceae.